# Niżni Kieżmarski Przechód
Niżni Kieżmarski Przechód, w części literatury tatrzańskiej Niżni Kiezmarski Przechód (słow. Nižná Kežmarská priehyba) – przełęcz w dolnym fragmencie południowo-wschodniej grani Kieżmarskiego Szczytu opadającej na Huncowską Przełęcz. Na północnym zachodzie graniczy z Kieżmarską Czubą, natomiast na południowym wschodzie z Małą Kieżmarską Czubką. Siodło znajduje się w pobliżu tego ostatniego wzniesienia.
Północno-wschodnie stoki opadają z Niżniego Kieżmarskiego Przechodu do Świstówki Huncowskiej (górnego piętra Doliny Huncowskiej), południowo-zachodnie – do Lejkowego Kotła w Dolinie Łomnickiej. Zbocze spadające z przełęczy na północny wschód w górnej części ma charakter piarżysty, niżej przekształca się w mały skalisty żleb z kilkoma progami. Kończy się on w piarżyskach ponad Świstówką Huncowską, nieopodal linii spadku Huncowskiej Przełęczy. Na stronę Doliny Łomnickiej opada z siodła długi żleb o krętym przebiegu, także podcięty programi.
Przełęcz jest wyłączona z ruchu turystycznego. Najdogodniejsze drogi dla taterników prowadzą z Huncowskiej Przełęczy.
Pierwsze wejścia na przełęcz miały miejsce przy okazji pierwszych wizyt na Kieżmarskim Szczycie.